# HAARP
A HAARP a High Frequency Active Auroral Research Program nemzetközileg ismert rövidítése, ami magyarul „rövidhullámmal működő, sarki fényjelenséget kutató program”-nak fordítható. A HAARP egy tudományos törekvés, melynek célja az ionoszféra viselkedésének és tulajdonságainak tanulmányozása, illetve az eredmények alkalmazása a kommunikációs és felügyeleti rendszerek kialakításában, polgári és védelmi célokra egyaránt.

## Adatok
Hivatalos szakirodalma szerint a kutatást az Egyesült Államok Haditengerészete (U.S. Navy) és Légiereje (U.S. Airforce) az alaszkai székhelyű Fairbanks Egyetemmel karöltve finanszírozza, illetve a DARPA (Fejlett Védelmi Kutatási Projektek Ügynöksége), mely utóbbi szervezet érdekessége, hogy kizárólag az amerikai védelmi minisztérium felső vezetésének van alárendelve. Körülbelül 240 munkatársa van, éves költségvetése mintegy 3,2 milliárd dollár.

## Elhelyezkedés, felépítés
A HAARP ionoszféra-kutató létesítmény Ionospheric Research Instrument (IRI) a sarkvidéki térség legnagyobb beruházása a magaslégkör vezetőképességének vizsgálatára, mely az alaszkai Gakona közelében az amerikai légierő egy birtokán található. Két fő részből áll:
Egy nagyfrekvenciájú adóberendezésből és antennaegyüttesből áll. Az antennamező derékszögben felállított 180 darab, kereszt alakú dipól-szerkezetből áll. Az adó teljesítménye 3,6 megawatt (a jobb eligazodást segítendő a solti Kossuth adó teljesítményét: 2 MW (540 kHz frekvencián)).
Másrészt egy komplett tudományos bázisból áll, ami az ionoszféra, valamint az abban mesterségesen keltett változások megfigyelésére szolgál. A megfigyelési eredmények egy részét valós időben lehet követni az interneten. Az aktív ionoszféra kutatások során a generált jeleket az adóberendezésekkel kisugározzák nagyjából függőleges irányban. A jeleket az ionoszféra 100 és 350 km-es magasságban elnyeli, a használt frekvencia függvényében. A nyalábok átmérője kezdetben csupán néhány száz méter, a magas légkörbe érve azonban a nyaláb több tucat kilométer átmérőjűre is szétterjedhet. A hivatalos források szerint ezek teljesítménysűrűsége 3 mikrowatt/cm2.

## Története
Az alaszkai HAARP állomás építése 1993-ban kezdődött, fővállalkozója a BAE Systems Advanced Technologies volt.
A létesítmény 2014 nyarán bezárt. A Pentagon azzal indokolja döntését, hogy az évi 2,5 millió dolláros költségvetés nem indokolt.
2015-ben a University of Alaska Fairbanks Geophysical Institute átvette a létesítmény kezelését, de kutatási pénz hiányában nem kezdte el azonnal üzemeltetni.

## Összeesküvés-elméletek
A HAARP projekt számos összeesküvés-elmélet tárgya. Majdnem minden ilyen összeesküvés-elmélet kiindulópontja, hogy a tevékenység körül nagy a titkolózás. Valójában semmi titkos nincs ezzel az állomással kapcsolatban. Nyaranta nyílt napokat is tartanak, bárki meglátogathatja őket, például egy iskolai program keretében. Az év többi részében kutatás folyik. Nagyon sok egyetem támogatja ezeket a kutatásokat: University of Alaska Fairbanks, Stanford Egyetem, Pennsylvania State University (ARL), Boston College, University of California, Los Angeles, Clemson Egyetem, Dartmouth College, Cornell Egyetem, Johns Hopkins Egyetem, University of Maryland, College Park, University of Massachusetts Amherst, Massachusetts Institute of Technology, Polytechnic Institute of New York University, University of Tulsa.
Az egyik legismertebb konspirációs könyv a témában: Az angyalok nem játszanak hárfán – Tesla továbbfejlesztett technológiája (szójáték, harp angol szó jelentése: hárfa), Angels Don't Play This Haarp - Advances in Tesla Technology címet kapta, szerzői, a magát a téma szakértőjének nevező politikai aktivista, az alternatív gyógyászat doktora, Dr. Nick Begich és Jeane Manninget.
- Az angyalok nem játszanak hárfán számos interjút közöl, többek közt Elizabeth Rauscherrel, a fizikus, parapszichológussal. Elizabeth Rauscher, aki hosszú és látványos karriert futott be a nagyenergiájú fizika terén[forrás?], számos tekintélyes presztízsű tudományos lapban publikált, s több könyve jelent meg[forrás?]. Rauscher kommentálta a HAARP Projektet is. „Hihetetlen mennyiségű energiát pumpálnak egy rendkívül kényes molekuláris rendszerbe. Az ionoszférában ezáltal katalitikus folyamatok gerjesztődnek. Kicsiny beavatkozás következtében hatalmas kiterjedésű változások következhetnek be.” Az ionoszféra viselkedését leírván Dr. Rauscher megosztja aggodalmait: „A földi ionoszférát úgy kell elképzelni, mint egy, a bolygónkat körülvevő szappanbuborékot. A buborék felszíne szüntelenül kavarog. Ha egy megfelelően nagy lyukat ütünk rajta, a buborék egész egyszerűen kipukkad."[forrás?]
- A Föld ionoszférája nagyjából 80–100 km-es magasságban kezdődik. Befogja a napszél által szállított, elektromosan töltött részecskéket, így megóvja a felszíni életet a sugárzások roncsoló hatásától. Az ionoszféra folyamatos rezgésben van (lásd: Schumann-rezonanciák), ennek egyik jellemző frekvenciája 7,8 Hz. Ezek a hullámok folyamatosan áramlanak a felszín és az ionoszféra között.
- Dr. Daniel Winter fizikus (Waynesville, Észak-Karolina, USA) szerint: „A HAARP nagyfrekvenciás energiakibocsátása csatolódhat a Föld bolygó által keltett extrém nagy hullámhosszúságú sugárzásokkal. Ez utóbbiakat maga a Föld bolygó kelti, az egész bolygóra kiterjedő hálózatot alkot, és egyértelműen meghatározza a bioszféra lényeinek viselkedését és életműködését. A HAARP geomágneses hatásai beavatkoznak a Föld lüktetésébe, a kétfajta sugárzás interferenciája pedig akár az egész ionoszféra szétesését okozhatja.”[forrás?]